# Список олімпійських чемпіонів Узбекистану
Нижче наведено список усіх олімпійських чемпіонів незалежного Узбекистану, тобто починаючи з зимових Олімпійських ігор 1994 року. Усього золоті медалі Олімпіад отримали 8 спортсменів (7 на літніх Олімпійських іграх і 1 на зимових). У списку спортсмени відсортовані за кількістю золотих олімпійських медалей, а потім за алфавітом.
| ПІБ                                  | ПІБ узбецькою                          | Фото | Вид спорту     | К-сть | Дата                          | Вік                               |
| ------------------------------------ | -------------------------------------- | ---- | -------------- | ----- | ----------------------------- | --------------------------------- |
| Таймазов Артур Борисович             | Taymazov Artur Borisovich              |      | Боротьба       | 2     | 28 серпня 2004 11 серпня 2012 | 25 років, 39 днів 33 роки, 22 дні |
| Абдуллаєв Мухаммадкадир Маматкулович | Abdullayev Muhammadqodir Mamatqulovich |      | Бокс           | 1     | 1 жовтня 2000                 | 26 років, 321 день                |
| Гаїбназаров Фазліддін Хасанбаєвич    | Gʻoibnazarov Fazliddin Hasanboyevich   |      | Бокс           | 1     | 21 серпня 2016                | 25 років, 66 днів                 |
| Доктурішвілі Олександр               | Doxturushvili Aleksandr                |      | Боротьба       | 1     | 26 серпня 2004                | 24 роки, 96 днів                  |
| Дусматов Хасанбой Марфжон огли       | Doʻsmatov Hasanboy Marfjon oʻgly       |      | Бокс           | 1     | 14 серпня 2016                | 23 роки, 51 день                  |
| Зоїров Шахобідін Шокірович           | Zoirov Shahobiddin Shokirovich         |      | Бокс           | 1     | 21 серпня 2016                | 23 роки, 171 день                 |
| Нурудінов Руслан Шамільович          | Nurudinov Ruslan Shamil'evich          |      | Важка атлетика | 1     | 15 серпня 2016                | 24 роки, 265 днів                 |
| Черязова Ліна Анатоліївна            | Cheryazova Lina Anatolievna            |      | Фристайл       | 1     | 24 лютого 1994                | 25 років, 115 днів                |

Загалом золоті медалі для Узбекистану здобували 8 спортсменів: 7 чоловіків і 1 жінка (на зимових Олімпійських іграх), з них один спортсмен ставав чемпіоном двічі.